# Joseph James
Joseph Melton James (Marietta (Georgia), 3 oktober 1939 - Pensacola, 27 augustus 2020), beter bekend als "Bullet" Bob Armstrong, was een Amerikaans professioneel worstelaar, die vijf decennia lang actief was in de worstelwereld. Armstrong won verscheidene titels in de Southeastern United States.
Armstrong was de patriarch van de "Armstrong worstelfamilie" en de vader van Scott, Brad, Steve en Brian James.
Tijdens de WWE Raw aflevering van 28 februari 2011 kondigde WWE aan dat Armstrong opgenomen werd in de WWE Hall of Fame op 2 april 2011.

## In worstelen
- Finishers
  - Jawbreaker

- Entree themes
  - "Bullets to Bones" van Dale Oliver (TNA)

## Erelijst
- Championship Wrestling from Florida
  - NWA Southern Heavyweight Championship (2 keer)

- Mid-South Sports/Georgia Championship Wrestling
  - NWA Columbus Heavyweight Championship (4 keer)
  - NWA Columbus Tag Team Championship (1 keer met Robert Fuller)
  - NWA Georgia Tag Team Championship (4 keer; 1x met Dick Steinborn en 3x met Robert Fuller)
  - NWA Georgia Television Championship (1 keer)
  - NWA Macon Heavyweight Championship (3 keer)
  - NWA Macon Tag Team Championship (6 keer; 1x met Paul DeMarco, 1x met El Mongol, 3x met Bill Dromo en 1x met Argentina Apollo)
  - NWA National Tag Team Championship (1 keer met Brad Armstrong)
  - NWA Southern Heavyweight Championship (1 keer)
  - NWA Southeastern Tag Team Championship (4 keer; 1x met El Mongol, 1x met Bill Dromo en 2x met Roberto Soto)

- NWA Mid-America
  - NWA Mid-America Heavyweight Championship (2 keer)
  - NWA Southern Heavyweight Championship (3 keer)

- NWA Tri-State
  - NWA North American Heavyweight Championship (1 keer)

- Southeastern Championship Wrestling
  - CWF Tag Team Championship (1 keer met Brad Armstrong)
  - NWA Alabama Heavyweight Championship (3 keer)
  - NWA Southeast Continental Heavyweight Championship (4 keer)
  - NWA Southeastern Heavyweight Championship (8 keer)
  - NWA Southeastern Heavyweight Championship (1 keer)
  - NWA Six-Man Tag Team Championship (1 keer met Brad Armstrong en Steve Armstrong)
  - NWA Southeastern Tag Team Championship (8 keer; 1x met Ken Lucas, 2x met Robert Fuller, 2x met Jos LeDuc, 1x met Steve Armstrong en 2x met Brad Armstrong)
  - NWA Southeastern Tag Team Championship (1 keer met Robert Fuller)
  - NWA Southeastern Television Championship (1 keer)

- World Wrestling Entertainment
  - WWE Hall of Fame (Class of 2011)